# Gnathia spongicola
Gnathia spongicola är en kräftdjursart som beskrevs av Barnard 1920. Gnathia spongicola ingår i släktet Gnathia och familjen Gnathiidae. Inga underarter finns listade i Catalogue of Life.